# Howard Wilkinson
Howard Wilkinson, né le 13 novembre 1943 à Sheffield (Angleterre), est un footballeur anglais, qui évoluait au poste d'ailier à Sheffield Wednesday. Après sa carrière de joueur il est devenu entraîneur dans différents clubs anglais et sélectionneur de l'équipe nationale d'Angleterre en 1999 et 2000. Il reste à ce jour depuis 1992, le dernier entraîneur anglais ayant remporté la Premier League, c'était avec le club des Leeds United, depuis 1993, la Premier League n'a été que remportée que des entraîneurs étrangers.

## Carrière de joueur
- 1962-1966 : Sheffield Wednesday
- 1966-1971 : Brighton and Hove Albion
- 1971-1977 : Boston United

## Carrière d'entraîneur
- 1975-1976 : Boston United
- 1979-1982 :  Angleterre équipe C
- 1982-1983 : Notts County
- 1983-1988 : Sheffield Wednesday
- 1988-1996 : Leeds United
- 1999-2000 :  Angleterre (intérim)
- 1999-2001 :  Angleterre espoirs
- 2002-2003 : Sunderland
- 2004 : Shanghai Shenhua

### Palmarès d'entraîneur

#### Avec l'équipe d'Angleterre
- 2 matchs à la tête de l'équipe d'Angleterre pour 0 victoire, 1 nul et 1 défaite[1] en 1999 et 2000.